# Younis Mubarak
Younis Mubarak (en árabe: يونس مبارك عبيد المحيجري‎; Sur, Omán; 12 de marzo de 1987) es un futbolista de Omán que juega en la posición de centrocampista y que actualmente milita en el Al-Oruba SC de la Liga Profesional de Omán.

## Carrera

### Club
| Periodo   | Club          |
| --------- | ------------- |
| 2004–2011 | Al-Oruba SC   |
| 2011–2012 | Sur Club      |
| 2012–2013 | Al-Nahda Club |
| 2013–2014 | Sur Club      |
| 2014–     | Al-Oruba SC   |

### Selección nacional
Jugó para Omán en 10 ocasiones de 2006 a 2008, participó en la Copa Asiática 2007 y en la clasificación de AFC para la Copa Mundial de Fútbol de 2010.

## Logros
- Liga Profesional de Omán (2): 2007-08, 2014-15
- Copa del Sultán Qabus (2): 2010, 2014-15
- Supercopa de Omán (2): 2008, 2011